# Сват (Пакистан)

Округ Сват на карте провинции Хайбер-Пахтунхва

Сват (урду سوات‎, англ. Swat, пушту سوات‎) — округ в пакистанской провинции Хайбер-Пахтунхва, одноимённая долина, исторический регион и бывшее княжество. Столица — Сайду-Шариф, однако фактически наиболее важным городом региона является Мингора. Регион покрыт высокими горами, зелёными лугами и озёрами с чистой водой, и до недавнего времени был популярным местом для туризма. До 1969 года Сват имел статус княжества, инкорпорированного в Пакистан. За своё географическое положение Сват иногда именуется «Швейцарией Пакистана»

## История

### Древнейшая история
На территории Свата существовала гандхарская культура, связанная с древнейшими перемещениями индоарийцев.
Река Сват упоминается в Ригведе (Мандала 8|8.19.37) под названием «Сувасту». К тому времени Сват был населён уже как минимум в течение двух тысячелетий и был известен в древние времена под названием Уддияна. 
Монархи сватского региона попали под власть Ахеменидов, однако вновь восстановили свою власть в 4 в. до н. э. В 327 г. до н. э. Александр Македонский прорвался к городам Удеграм и Барикот (в греческих источниках известны как Ора и Базира). К 305 г. до н. э. регион стал частью империи Маурья. Около 2 в. до н. э. область была занята буддистами, индо-греками и кушанами. В долине Сват имеется много археологических памятников и мест раскопок. Археологические находки буддийского периода представляют собой памятники скульптуры и архитектуры.

### Буддийское наследие
В Сватском музее хранятся отпечатки стоп, якобы принадлежащих Будде, обнаруженные в долине Сват. Буддийская школа Гандхара, существовавшая в долине, известна тем, что впервые изобразила Будду в человеческом облике, а не в виде символа. Здесь же, в долине, было сооружено несколько ступ с пеплом Будды. По свидетельствам хроник, в эпоху буддизма в долине Сват находилось множество ступ и монастырей, около 6000 золотых изображений Будды. Из этих монастырей и ступ к настоящему времени сохранились (некоторые действуют, большинство в виде остатков) около 400. При раскопках в Буткархе был обнаружен пепел Будды.

### Приход ислама
В начале XI века Махмуд Газневи, наступая через Дир, вторгся в долину Сват, и разгромил местного правителя Гиру. Позднее, когда кабульский шах Мирза Улугбек попытался убить вождей племени Юсуфзай, они бежали под покровительство царей Свата и Баджура. В течение многих столетий султаны Свати-Джахангири правили в области от Джелалабада до Джелума. Война с племенем Юсуфзай длилась около 20 лет и закончилась свержением Джахангири. Большинство аборигенов бежали в регион Хазара на восток, где от их племенного наименования Свати произошло название всего региона.

## Демография
Основным языком долины является пушту. Люди долины по национальности в основном пуштуны, кохистанцы и гуджары. В регионе Калам также проживают носители читральского языка (кховар).

## Туризм
В Малам Джабба, в 40 километрах к северо-востоку от Сайду-Шарифа, имеется популярный лыжный курорт.

## Вазиристанская война
В 2007 году мусульманское ополчение открыло новый фронт Вазиристанской войны в регионе Сват. В феврале 2009 года власти Северо-Западной пограничной провинции (с 2010 года провинция Хайбер-Пахтунхва) заключили соглашение с радикальными исламистами долины Сват, согласно которому на территории, подконтрольной исламистам, будет введено исламское право (шариат). Все законы, противоречащие шариату, будут аннулированы. Предполагается, что эта мера позволит достичь перемирия между пакистанскими вооружёнными силами и местными исламскими повстанцами.